# The Members
The Members sono un gruppo punk britannico, formato nel 1976.

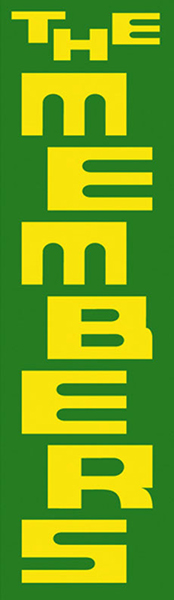
logo ufficiale dei The Members

## Storia
The Members si formarono nel 1976 nel Surrey in Inghilterra e sono stati tra i primi gruppi ad unire i ritmi del reggae con le sonorità del punk. La casa discografica Stiff Records, vedendo del potenziale nel gruppo, li mise sotto contratto nel 1978, facendo così uscire il loro primo singolo Solitary Confinement. Il successo di questo singolo portò il gruppo a firmare con la Virgin Records nel 1979. Con questa etichetta pubblicarono il singolo Sound of the Suburbs che li portò nella top 20 britannica. Nello stesso anno registrarono il loro primo LP, At the Chelsea Nightclub. A causa del movimento 2 tone ska, che si stava sviluppando in quel periodo, il gruppo incominciò a perdere notorietà e nel 1980, dopo aver pubblicato l'album 1980, the Choice Is Yours, la Virgin Records annullò il contratto. Dopo un periodo di pausa il gruppo nel 1982 pubblicò un nuovo album, Uprhythm, Downbeat. Dopo essersi sciolto nel 1983, il gruppo tornò nel 2007 con una riunione.

## Discografia

### Album
- 1979: At the Chelsea Nightclub
- 1980:	1980, The Choice Is Yours
- 1995:	Sound of the Suburbs (Best Of)
- 2010:	Live in Berlin
- 2012:	Ingrrland
- 2016: One Law
- 2016: At The Luton Hat Factory

### Singoli
- 1979: Solitary Confinement
- 1979: The Sound of the Suburbs
- 1979:	Offshore Banking Business
- 1979:	Killing Time
- 1980: Romance
- 1980: Flying Again
- 1981:	Working Girl
- 1982:	Radio
- 2009: International Financial Crisis
- 2011: New English Blues
- 2015: (I Love my) English Girls
- 2016: Emotional Triggers c/w Apathy in the UK
- 2016: Incident at Surbiton (3 Mixes)

### Apparizioni in compilation
- Streets (Beggars Banquet 1977 – traccia: Fear on the Streets)
- The Moonlight Tapes (Danceville Records 1977 – traccia: Rat Up a Drainpipe)
- The Sound of the Suburbs (Columbia Records MOOD18 (1991) – traccia: The Sounds of the Suburbs)

## Formazioni
1976
- Nicky Tesco: voce
- Gary Baker: chitarra
- Steve Morley: basso
- Clive Parker: batteria
- Steve Maycock: batteria

1977
- Nicky Tesco: voce
- Gary Baker: chitarra
- Steve Morley: basso
- Adrian Lillywhite: batteria

1977
- Nicky Tesco: voce
- JC Carroll: chitarra/voce
- Gary Baker: chitarra
- Steve Morley: basso
- Adrian Lillywhite: batteria

1977–78
- Nicky Tesco: voce
- JC Carroll: chitarra/voce
- Gary Baker: chitarra
- Chris Payne: basso
- Adrian Lillywhite: batteria

1978–83
- Nicky Tesco: voce
- JC Carroll: chitarra/voce
- Nigel Bennett: chitarra
- Chris Payne: bass chitarra
- Adrian Lillywhite: batteria

1981–83
- Nicky Tesco: voce
- JC Carroll: chitarra/voce
- Nigel Bennett: chitarra
- Chris Payne: basso
- Adrian Lillywhite: batteria
- Steve "Rudi" Thompson: corno
- Adam Maitland: corno

1981–83
- Nicky Tesco: voce
- JC Carroll: chitarra/voce
- Nigel Bennett: chitarra
- Chris Payne: basso
- Adrian Lillywhite: batteria
- Steve "Rudi" Thompson: corno
- Simon Lloyd: corno

1983
- Nicky Tesco: voce
- JC Carroll: chitarra/voce
- Nigel Bennett: chitarra
- Chris Payne: basso
- Chuck Sabo: batteria
- Steve "Rudi" Thompson: corno
- Simon Lloyd: corno

2007
- Nicky Tesco: voce
- JC Carroll: chitarra/voce
- Nigel Bennett: chitarra
- Chris Payne: basso
- Adrian Lillywhite: batteria

2009
- Nicky Tesco: voce
- JC Carroll: chitarra/voce
- Chris Payne: basso/voce
- Nick Cash: batteria

2010
- JC Carroll: chitarra/voce
- Chris Payne: basso/voce
- Nick Cash: batteria

2011
- JC Carroll: chitarra/voce
- Chris Payne: basso/voce
- Rat Scabies: batteria

2013 Australian Tour
- JC Carroll: guitar/vocals
- Chris Payne: bass/vocals
- Rat Scabies: drums
- Steve "Rudi" Thompson: horns

2014
- JC Carroll: chitarra/voce
- Chris Payne: basso/voce
- Nick Cash: batteria
- Nigel Bennett: chitarra

2014 Summer Tour
- JC Carroll: chitarra/voce
- Calle Engelmarc: basso/voce
- Nick Cash: batteria
- Nigel Bennett: chitarra

2014 USA tour
- JC Carroll: basso/voce
- Nick Cash: batteria/voce
- Nigel Bennett: chitarra/voce

2014 French tour
- JC Carroll: chitarra/voce
- Chris Payne: basso/voce
- Nick Cash: batteria/voce

2014 Dutch tour
- JC Carroll: chitarra/voce
- Chris Payne: basso/voce
- Nick Cash: batteria/voce
- Paddy Carroll: chitarra/voce

2015 Buzzcocks dates
- JC Carroll: chitarra/voce
- Chris Payne: basso/voce
- Nick Cash: batteria/voce
- Paddy Carroll: chitarra/voce

2016 Cornwall Campaign 
- JC Carroll: chitarra/voce
- Chris Payne: basso/voce
- Dan Heatly: batteria/ voce

2016 Scottish Campaign
- JC Carroll: chitarra/voce
- Calle Engelmarc: basso/voce
- Nick Cash: batteria